# Istán
Istán ist ein südspanischer Ort und eine Gemeinde (municipio) mit 1.622 Einwohnern (Stand: 2024) in der Provinz Málaga in der Autonomen Region Andalusien. Der Ort zählt zu den „Weißen Dörfern“ (Pueblos Blancos) der Provinz Málaga.

## Lage und Klima
Der Ort Istán liegt im Quellgebiet mehrerer Bäche (arroyos) oberhalb des in der Embalse de la Concepción gestauten Río Verde in den zumeist bewaldeten Bergen der Sierra de las Nieves, einem Teil der Serranía de Ronda, knapp 30 km (Fahrtstrecke) nordwestlich der Stadt Marbella in einer Höhe von ca. 290 bis 310 m. Das gleichermaßen vom Atlantik wie vom Mittelmeer beeinflusste Klima ist gemäßigt bis warm; der für südspanische Verhältnisse ergiebige Regen (ca. 660 mm/Jahr) fällt – mit Ausnahme der eher trockenen Sommermonate – verteilt übers ganze Jahr.

## Bevölkerungsentwicklung
| Jahr      | 1857  | 1900  | 1950  | 2000  | 2020  |
| Einwohner | 1.517 | 2.014 | 1.581 | 1.343 | 1.507 |

Trotz der Mechanisierung der Landwirtschaft, der Aufgabe bäuerlicher Kleinbetriebe und dem daraus resultierenden Verlust von Arbeitsplätzen sind die Einwohnerzahlen im Wesentlichen konstant geblieben.

## Wirtschaft
Die Menschen früherer Jahrhunderte lebten im Wesentlichen als Selbstversorger von der Landwirtschaft, zu der auch der Wein- und Olivenanbau sowie die Zucht von Schafen, Ziegen und Hühnern gehörte; im Ort selbst ließen sich auch Händler, Handwerker und Dienstleister aller Art nieder. Heute spielt der innerspanische Tourismus eine nicht unwesentliche Rolle im Wirtschaftsleben der Gemeinde.

## Geschichte
Über die Geschichte des Ortes ist nur wenig bekannt; Zeugnisse einer frühen Besiedlung fehlen. Erst mit den zumeist aus Marokko stammenden Mauren begann der wirtschaftliche Aufschwung der Gegend. Nach dem Ende des Kalifats von Córdoba (1031) kam diese zum Taifa-Königreich von Sevilla, später dann zu Málaga und schließlich zum Nasridenreich von Granada. Im Jahr 1485 eroberte ein Heer der Katholischen Könige den Ort und sein Umland (reconquista). In den Jahren 1568/69 erlebte der Ort einen Aufstand der Morisken, der jedoch von Truppen der Herzöge von Arcos und Medina-Sidonia niedergeschlagen wurde. Viele Morisken wurden daraufhin vertrieben oder umgesiedelt; Neusiedler kamen aus dem Norden Spaniens.

## Sehenswürdigkeiten

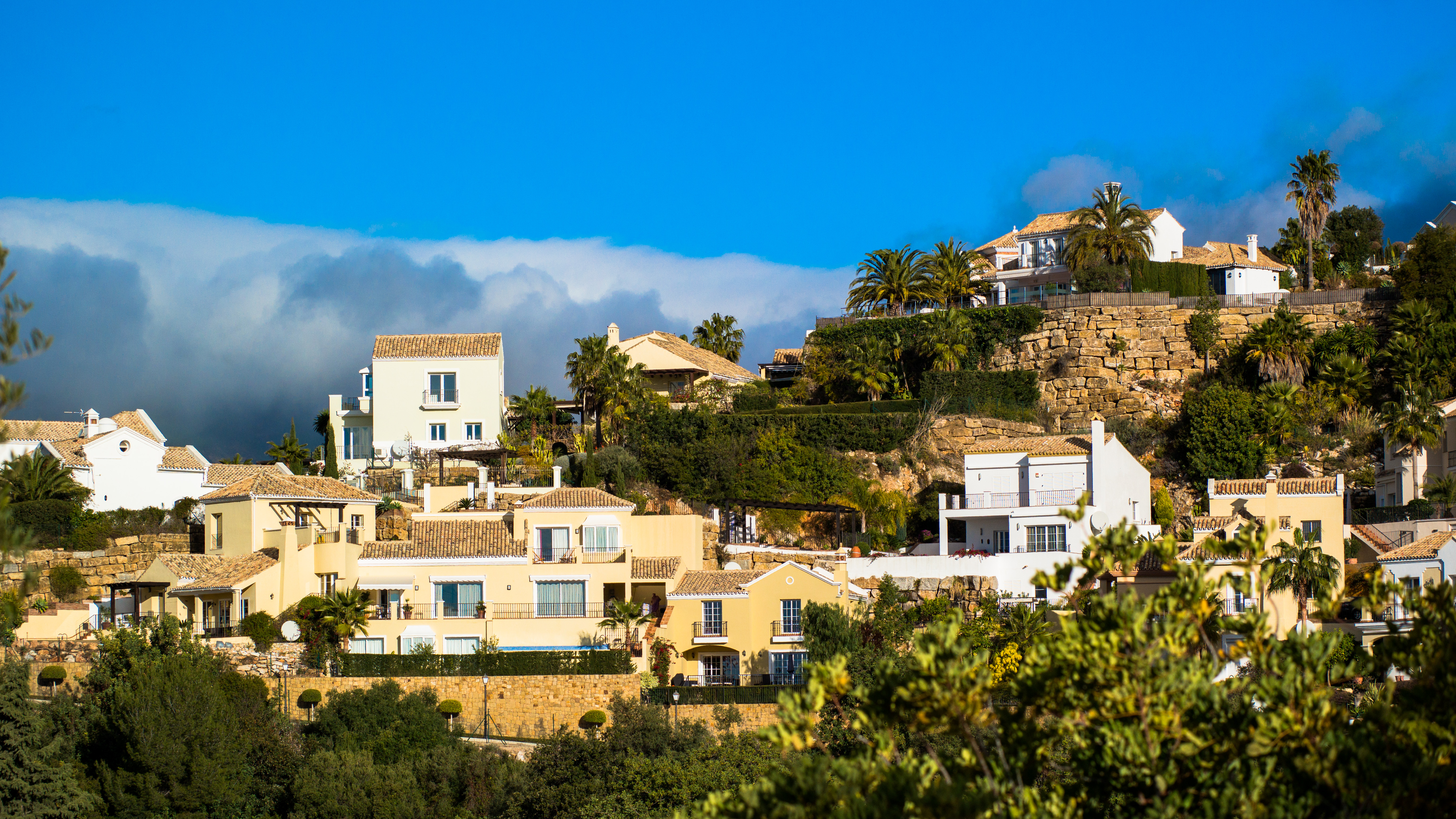
Istán – Ortsbild

- In der Umgebung des Ortes gibt es noch etliche Bewässerungskanäle (acequias) aus maurischer Zeit.[7]
- In dem von winkligen Gassen geprägten Ort finden sich mehrere kleinere Brunnen (fuentes), von denen einer auch als Waschplatz (lavadero) genutzt wurde.[8]
- Der Torre de Escalante ist ein weitgehend ruinierter, aus Ziegel- und Bruchsteinen errichteter Wach- und Wehrturm aus dem 13. oder 14. Jahrhundert.[9]
- Markant ist der barocke, über Eck gestellte Glockengiebel (espandaña) der im frühen 16. Jahrhundert erbauten, jedoch von den Morisken in Brand gesteckten  Iglesia de San Miguel. Das insgesamt eher schlicht wirkende Kirchenschiff (nave) wird von einem flachen Satteldach bedeckt.[10]

Umgebung
- Im Wald steht ein mehrhundertjähriger Kastanienbaum, der Castaño Santo.
- Ca. 2 km südlich des Ortes befindet sich die in eine Felswand hineingebaute Ermita de San Miguel.[11]